# The History of Tom Jones, a Foundling
The History of Tom Jones, a Foundling é um romance inglês, de autoria de Henry Fielding, publicado em 28 de fevereiro de 1749. É considerado o primeiro romance moderno, sendo nele que aparece, pela primeira vez, o narrador onisciente.